# Étienne Chatiliez
Étienne Chatiliez (Roubaix, 17 giugno 1952) è un regista e sceneggiatore francese.

## Biografia
Terzogenito di Pierre Chatiliez, un assicuratore, e di Denise Rateau, Chatiliez è nato a Roubaix, ma è cresciuto a Marcq-en-Barœul con un fratello e una sorella. Ha studiato al Lycée Yves-Kernanec di Marcq-en-Barœul. Ha diretto vari film di successo, tra i quali si annoverano: La vita è un lungo fiume tranquillo (1988), Zia Angelina (1990), La felicità è dietro l'angolo (1995), Tanguy (2001), La confiance règne (2004) e Agathe Cléry (2008).

## Filmografia
- Super Timor - spot publicitario (1986)
- La vita è un lungo fiume tranquillo (1988)
- Zia Angelina (Tatie Danielle) (1990)
- La felicità è dietro l'angolo (Le bonheur est dans le pré) (1995)
- La Famille médicament - cortometraggio (2000)
- Tanguy (2001)
- La confiance règne (2004)
- Agathe Cléry (2008)
- L'Oncle Charles (2012)
- Tanguy, le retour (2019)